# Un amor indomable
Un amor indomable (inicialmente titulada: Mi dueño) es una telenovela peruana producida por Chroma Producciones para ATV y La Red. Está escrita por Carlos Lozano Dana y dirigido por Michel Gómez.
Está protagonizada por Rossana Fernández Maldonado y Renato Rossini, y cuenta con las participaciones antagónicas de la primera actriz Yvonne Frayssinet, Katerina D'Onofrio y  Rodrigo Sánchez Patiño. Cuenta también con las participaciones estelares de Hernán Romero, María Angélica Vega, Haydeé Cáceres, Carlos Mesta, Ismael Contreras y María Eugenia Larraín.
En su primera emisión en el Perú, siendo la primera «producción internacional» del canal, la telenovela conquista una importante audiencia de 15 puntos, más del doble de las 7 unidades que la estación venía registrando en ese horario (7:30 a 8:30 p. m.) en lo que va del año. Llega a empatar técnicamente a la teleserie humorística Así es la vida de América Televisión que llevaba varias temporadas como líder, hasta su culminación a fines del 2008.
Mientras que en Chile, su estreno no goza de la mejor sintonía, debido a que dentro de los protagonistas se encuentra la siempre mediática María Eugenia Larraín de Chile y se exhibe de las 17:00 a las 18:00 horas hasta octubre del 2007, cuando los ejecutivos de La Red la trasladaron al horario de las 12:00 horas.

## Argumento
La historia comienza cuando Julieta (Rossana Fernández-Maldonado) conoce a Federico (Renato Rossini), en la fiesta que se da en su lujoso departamento de Lima, éste la confunde con una de las chicas que han contratado para animar la fiesta y le da un ardiente beso en la boca. Julieta reacciona ofendida con una cachetada, y se va de la fiesta, pero no puede olvidarse de lo que siente por el beso por primera vez en su vida.
Julieta termina esa noche con su enamorado Lorenzo (Rodrigo Sánchez Patiño) a quien ha dejado de querer porque no tienen nada en común. Lorenzo no acepta su rechazo y está determinado a reconquistarla a cualquier precio. Él es de una familia adinerada y está aliado con Susana (Yvonne Frayssinet), la madre de Julieta, para conseguir el amor de la hija. Susana quiere obligar a Julieta a casarse con Lorenzo, para resolver los problemas económicos de la familia. Lorenzo quiere a Julieta como trofeo y le interesan las tierras de su familia, siendo un hombre de malos sentimientos y bajos instintos, que se expresan en la relación amorosa escondida que conlleva con Carola (Katerina D'Onofrio), la prima de Julieta.
Federico y Julieta se vuelven a encontrar en la carretera al pueblo de Amancaes, en donde Federico trata de conseguir que Julieta le perdone el equívoco de la noche anterior. Esta vez es ella quien toma la iniciativa y lo besa apasionadamente. Ambos se encuentran felices de haberse conseguido el uno al otro, sintiendo que no hay nada más bello que la vida que está comenzando para ambos.
En la casa de los Pérez Romaña se prepara una fiesta para celebrar el regreso de Julieta. Allí está Carola, quien es amante y aliada de Lorenzo en todos los complots y trampas que realizan juntos. Carola envidia profundamente a Julieta y quiere hacerle daño siempre que puede. También están sus padres y su hermano Agustín. Eduardo, el padre de Carola que es gerente de un banco, le informa a su cuñado, Emilio (Hernán Romero), que no pudo soportar las presiones del banco debido a los retrasos en el pago de la deuda y tuvo que venderla a un tercero. Julieta pierde los estribos y los bota de la casa de mala manera, de regreso a Lima sufren un accidente en donde pierden la vida los padres de Carola y Agustín. Carola le echa la culpa a Julieta de la muerte de sus padres. Agustín era el chofer y se culpa así mismo por lo sucedido, y para olvidar el accidente se entrega a la bebida. Carola planea su desquite y está detrás de Federico haciendo lo impensable por conquistarlo.
Federico descubre que Julieta es su hermana cuando comienza su venganza contra Emilio Pérez de Romaña, su padre, a quien se le presenta como el nuevo dueño de la hipoteca que pesa sobre las tierras de la hacienda y le exige el desalojo de su familia. Federico humilla y rechaza abruptamente a Julieta, por el odio que le tiene a su familia, transformando el amor que sienten en odio y rencor por lo que las acciones que toma Federico contra su familia lo volverán un enemigo irreconciliable a los ojos de Julieta.

## Reparto

### Principales
- Rossana Fernández Maldonado como Julieta Montenegro.
- Renato Rossini como Federico Campoy.
- Yvonne Frayssinet como Susana Echenique.
- Hernán Romero como Emilio Pérez de Romaña.
- María Angélica Vega como Maricruz Moreno.
- Katerina D'Onofrio como Carola Echenique.
- Rodrigo Sánchez Patiño como Lorenzo de la Piedra.
- Haydeé Cáceres como Otilina de Collao.
- Ismael Contreras como Abraham Collao.
- Carlos Mesta como Padre Luis.
- Roberto Vander como Hernán Montenegro.
- María Eugenia Larraín como Kenita.
- Nataniel Sánchez como Macarena Montenegro.
- Juan Carlos Pastor como Agustin Echenique.
- Franklin Dávalos como Ramón.
- Maricarmen Pinedo como Candela.
- Kukuli Morante como Chaska Collao.
- Tommy Párraga como Fidel Collao.
- André Silva como Alejandro Collao.
- Katiuska Valencia
- Flor Castillo como Edelmira.
- Celine Aguirre como Claudia Fernández.
- Edwin Vásquez como Cerebro.
- Jorge Guzmán como Aníbal Alvarez de Lozada.
- Humberto Cavero como Walter
- Miguel Medina como Evaristo.

### Recurrentes e invitados especiales
- Ignacio Baladán como Pejerrey #1.
- Danny Rosales como Pejerrey #2.
- Marco Antonio Stefano "Lucky" como Pejerrey #3.

## Retransmisión
- Se retransmitió por el canal Global TV del 4 de mayo al 1 de diciembre de 2024, emitiéndose los sábados y domingos de 4:00 a 6:00 p. m. Sin embargo, volvió a emitirse en el mismo horario desde el 7 de diciembre del mismo año, cambiando posteriormente a un nuevo horario, de 10:00 a. m. a 12:00 p. m., a partir del 1 de febrero de 2025.